# Val de Seine

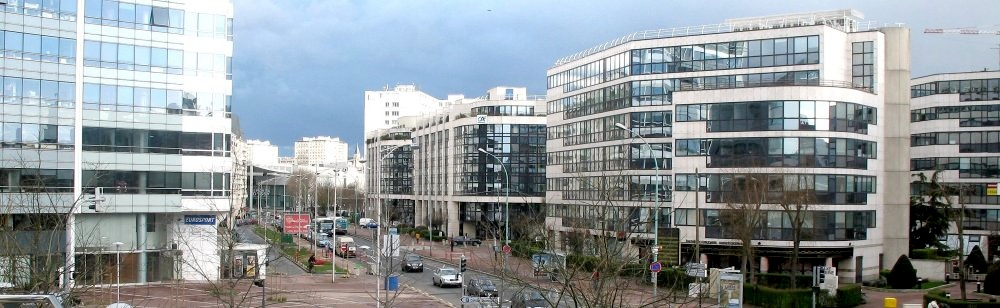
Val de Seine

Val de Seine es un distrito de negocios en la gran región de París. Lo que se quiere decir es el área en el suroeste de París a lo largo de un arco del Sena, que en principio incluye los municipios de Boulogne-Billancourt e Issy-les-Moulineaux y se extiende hasta el distrito 15 de París. El área fue principalmente un área industrial en el siglo XX, especializada en el sector de las comunicaciones desde 1980 en adelante. La mayoría de las empresas de televisión francesas tienen su sede aquí: TF1, France Télévisions, Arte, Canal +, TPS, Eurosport, France 24.